# Mr. Dippy Dipped
Mr. Dippy Dipped è un cortometraggio muto del 1913. Il nome del regista non viene riportato nei credit del film che aveva come interpreti Charles J. Stine, Ruth Hennessy, Wallace Beery, Billy Mason, Dolores Cassinelli.

## Trama
Il signor Dippy e sua figlia amano molto l'acqua e passano molto tempo in spiaggia. Ruth, attratta dal bel bagnino, fa presto a innamorarsene ma anche Dippy cede alle frecce di Cupido, follemente infatuato della bellissima miss Fascino. Quando però vede la figlia insieme al bagnino, schiuma dalla rabbia e porta via la ragazza, tornandosene a casa con lei. Qualche giorno dopo, padre e figlia sono di nuovo al mare. Dippy sale su una canoa insieme a miss Fascino, ma l'imbarcazione finisce per rovesciarsi e lui, che non sa nuotare, deve gridare aiuto. In suo soccorso arrivano figlia e bagnino: i due, cogliendo al volo l'occasione, prima di trarlo in salvo riusciranno a fargli dare il consenso alle loro nozze.

## Produzione
Il film fu prodotto dalla Essanay Film Manufacturing Company.

## Distribuzione
Distribuito negli Stati Uniti dalla General Film Company, il film - un cortometraggio a una bobina - uscì nelle sale cinematografiche il 3 settembre 1913.